# Sywasz
Sywasz (ukr. Сиваш; ros. Сиваш, Siwasz; krym. Sıvaş), także Morze Zgniłe (ukr. Гниле Море, Hnyłe More; ros. Гнилое Море, Gniłoje Morie; krym. Çürük Deñiz) – system płytkowodnych zatok na północno-wschodnim wybrzeżu Krymu, oddzielonych od strony Morza Azowskiego Mierzeją Arabacką.

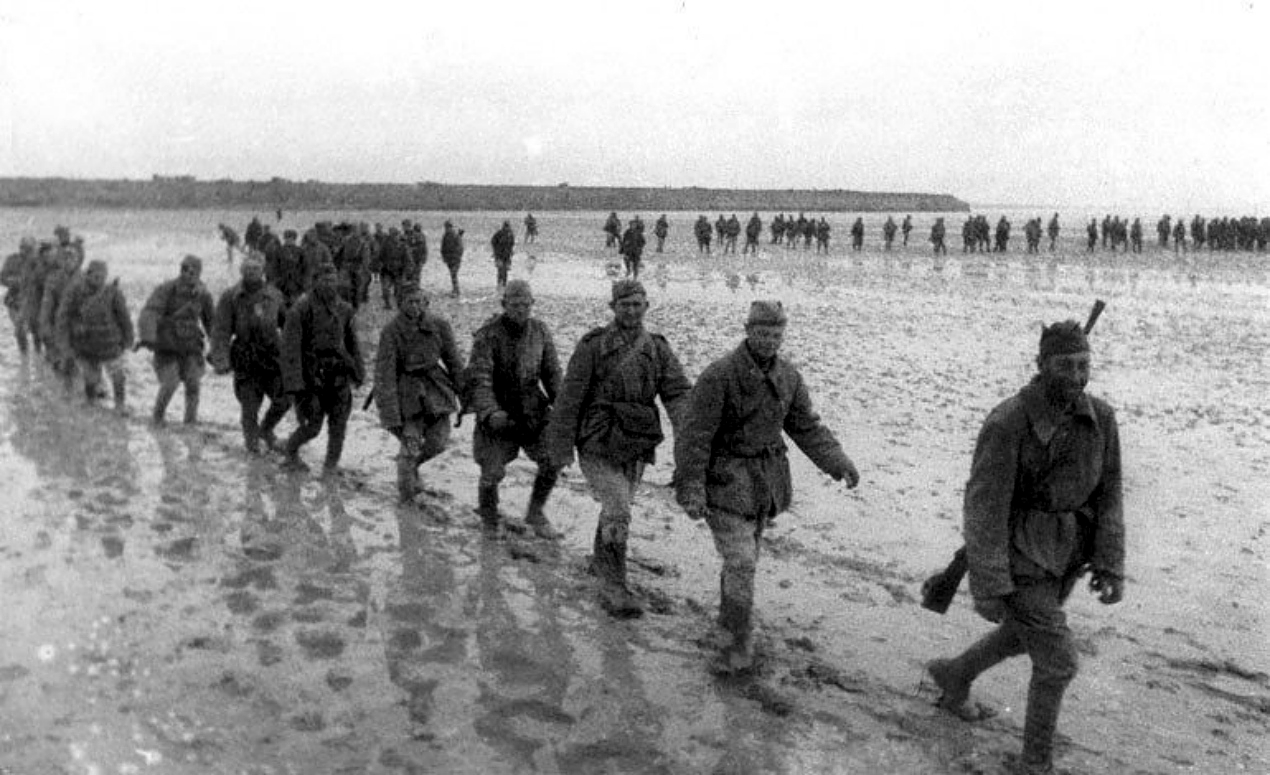
Radzieccy żołnierze przechodzący przez Sywasz w listopadzie 1943

System ten składa się z 11 słonowodnych zatok. Długość Sywaszu wynosi około 200 km, szerokość 2-35 km, głębokość – do 3,5 m, powierzchnia – 2500 km², z czego 100 km² przypada na powierzchnię wewnętrznych wysepek, a 560 km² na tereny okresowo zalewane.
Brzegi Sywaszu są niskie, bagniste, w lecie pokryte wykwitami solnymi, dno pokryte kilkumetrową warstwą szarego mułu. Zasolenie wód wynosi od 22‰ na północy do 87‰ na południu.